# Philodromus pardalis
Philodromus pardalis là một loài nhện trong họ Philodromidae.
Loài này thuộc chi Philodromus. Philodromus pardalis được miêu tả năm 2007 bởi Muster & Robert Bosmans.